# جاي غلاسر
جاي غلاسر (بالإنجليزية: Jay Glaser)‏ هو متسابق يخت أمريكي، ولد في 11 يوليو 1953 في سانتا مونيكا في الولايات المتحدة.

## وصلات خارجية
- جاي غلاسر على موقع الاتحاد الدولي للملاحة الشراعية (موقع جديد) (الإنجليزية)
- جاي غلاسر على موقع الاتحاد الدولي للملاحة الشراعية (موقع قديم) (الإنجليزية)
- جاي غلاسر على موقع اللجنة الأولمبية الدولية (الإنجليزية)
- جاي غلاسر على موقع أوليمبيديا (الإنجليزية)